# Smart Package Manager
O Smart Package Manager é um programa de computador que tem por objetivo gerenciar pacotes de software, permitindo sua fácil instalação e remoção em sistemas Linux, suportando formatos como APT, RPM e pacotes do Slackware.
O Smart foi criado pelo brasileiro Gustavo Niemeyer em maio de 2004, sendo um software livre e distribuído pelo licença GPL.